# Prêmio W. T. e Idalia Reid
O Prêmio W. T. e Idalia Reid (em inglês:  W. T. and Idalia Reid Prize) é um prêmio anual da Society for Industrial and Applied Mathematics (SIAM) concedido por pesquisas de destaque em equações diferenciais e teoria de controle. Foi estabelecido em 1994 em memória do professor de matemática durante longo tempo da Universidade de Oklahoma W.T. Reid, que morreu em 1977.

## Recipientes
Os recipientes do Prêmio W .T. e Idalia Reid são:
- 1994: Wendell Fleming
- 1996: Roger Ware Brockett
- 1998: Jacques-Louis Lions
- 2000: Constantine Dafermos
- 2001: Eduardo Daniel Sontag
- 2002: Harvey Thomas Banks
- 2003: Harold J. Kushner
- 2004: Arthur J. Krener
- 2005: Christopher I. Byrnes
- 2006: Peter E. Kloeden
- 2007: Héctor J. Sussmann
- 2008: Max Gunzburger
- 2009: Anders Lindquist
- 2010: John A. Burns
- 2011: Irena Lasiecka
- 2012: Ruth F. Curtain
- 2013: Tyrone Duncan
- 2014: Alain Bensoussan
- 2015: Francis Clarke
- 2016: Yannís G. Kevrekidis
- 2017: Jean-Michel Coron
- 2018: Volker Mehrmann
- 2019: Miroslav Krstić